# Dirk Diepenseifen
Dirk Diepenseifen (* 9. Juni 1978) ist ein ehemaliger deutscher Basketballspieler.

## Werdegang
Diepenseifen spielte für den TV Gravenberg, den VfL Bochum und den ETB Schwarz Weiß Essen, ehe er zur Saison 1998/99 zum TV Tatami Rhöndorf in die Basketball-Bundesliga wechselte. Der 1,95 Meter große Flügelspieler wurde im Verlauf des Bundesliga-Spieljahres in drei Partien eingesetzt, schloss die Hauptrunde mit Rhöndorf auf dem dritten Tabellenplatz ab und schied erst im Halbfinale gegen Bonn aus. Da Rhöndorf anschließend die Bundesliga-Teilnahmeberechtigung an die neugegründeten Skyliners Frankfurt abgab und sich in die 2. Basketball-Bundesliga zurückzog, spielte Diepenseifen fortan mit der Mannschaft in der zweithöchsten deutschen Spielklasse. Er blieb bis 2000 Mitglied des Rhöndorfer Aufgebots und wechselte im Vorfeld der Saison 2000/01 innerhalb der 2. Bundesliga in die Südstaffel zu Eintracht Frankfurt. Später spielte er für den TuS 82 Opladen in der 2. Regionalliga.
Als Trainer war er beim TV Grafenberg bis 2016 vier Jahre als Trainer in der Landesliga tätig.